# 下明切諾克
48°50′31″N 39°28′20″E / 48.84194°N 39.47222°E
下明切諾克（烏克蘭語：Нижній Мінченок）是位於烏克蘭東部的村莊，由盧甘斯克州夏斯季亞區的下泰普萊市鎮負責管轄。該村始建於1711年，面積2.9平方公里，海拔高度66米，2001年人口310，人口密度每平方公里106.2人。